# Cotyledon orbiculata
Espèce
Classification APG IV (2016)
Cotyledon orbiculata est une espèce de plante succulente de la famille des Crassulaceae, originaire d'Afrique du Sud.

## Description
C. orbiculata atteint environ 1,3 m de hauteur (avec son inflorescence).
La plante forme une touffe de tiges érigées de 20-40 cm de haut et de 10-18 mm de diamètre, ramifiées, portant à leur extrémité quelques paires de feuilles opposées, décussées et serrées. Les feuilles sont persistantes, sessiles, et succulentes. Elles  peuvent mesurer jusqu'à 13 cm sur 7 et sont de couleur verte ou gris bleuté clair, suivant les variétés cultivées. Elles sont recouvertes par une substance poudreuse blanche qui les aide à réfléchir le rayonnement solaire et leur permet de conserver leur eau. Le limbe de forme obovale, souvent bordé d'une ligne rouge sur la marge, peut avoir une ressemblance avec celui de Kalanchoe thyrsiflora et pour les anglophones avec une oreille de cochon, d'où le nom commun anglais de pig's-ear, oreille-de-cochon.
L'inflorescence est une cyme terminale, portant de nombreuses fleurs pendantes, à l'extrémité d'une longue tige érigée de 60 cm de haut.
La fleur 5-mère est formée d'un calice de 5 sépales, triangulaires, d'une corolle de 5 pétales soudés dans un tube jaune orangé (de 2-3 cm), terminé en 5 lobes retournés. Les 10 étamines sont fixées à la base de la corolle (2 par pétale), et les 5 carpelles comportent chacun un style plus long que l'ovaire. Les fleurs sont habituellement orange-rouge, mais des variétés jaunes existent également.
La variété C. orbiculata var oblongata comporte sur la marge des feuilles un liseré de couleur rouge. La cyme est large et comporte de 10 à 30 fleurs pendantes.

## Distribution
Cotyledon orbiculata croît partout en Afrique du Sud mais préfère les affleurements rocheux parmi les broussailles herbeuses des fynbos de la région du Karoo.
Il est communément cultivé dans les jardins de nombreux pays.
En Nouvelle-Zélande, l'espèce est considérée comme une plante envahissante et figure dans le National Pest Plant Accord.
En Corse, elle est cultivée en pleine terre dans les jardins.

## Utilisations
- Médecine traditionnelle

C. orbiculata a un certain nombre d'usages médicinaux. En Afrique du Sud, la partie charnue de la feuille est appliquée sur les verrues et les cors. Les feuilles chaudes sont utilisées comme des cataplasmes pour les furoncles et autres inflammations. Les feuilles peuvent être utilisées comme vermifuge et le jus a été utilisé pour traiter l'épilepsie.
Toutefois, les feuilles contiennent un bufanolide appelé cotyledontoxine qui est toxique pour les moutons, chèvres, chevaux, bovins, volailles et les chiens et qui provoque une maladie appelée cotyledonosis.
- Horticulture

Cotyledon orbiculata est cultivé dans les jardins de rocailles en Afrique du Sud.
Dans les régions tempérées, il peut être cultivé en pot sous les vérandas et mis en extérieur l'été. Il craint l'humidité en hiver.

## Synonymes
- Cotyledon elata
- Cotyledon oblonga
- Cotyledon ovata
- Cotyledon ramosa

## Photos

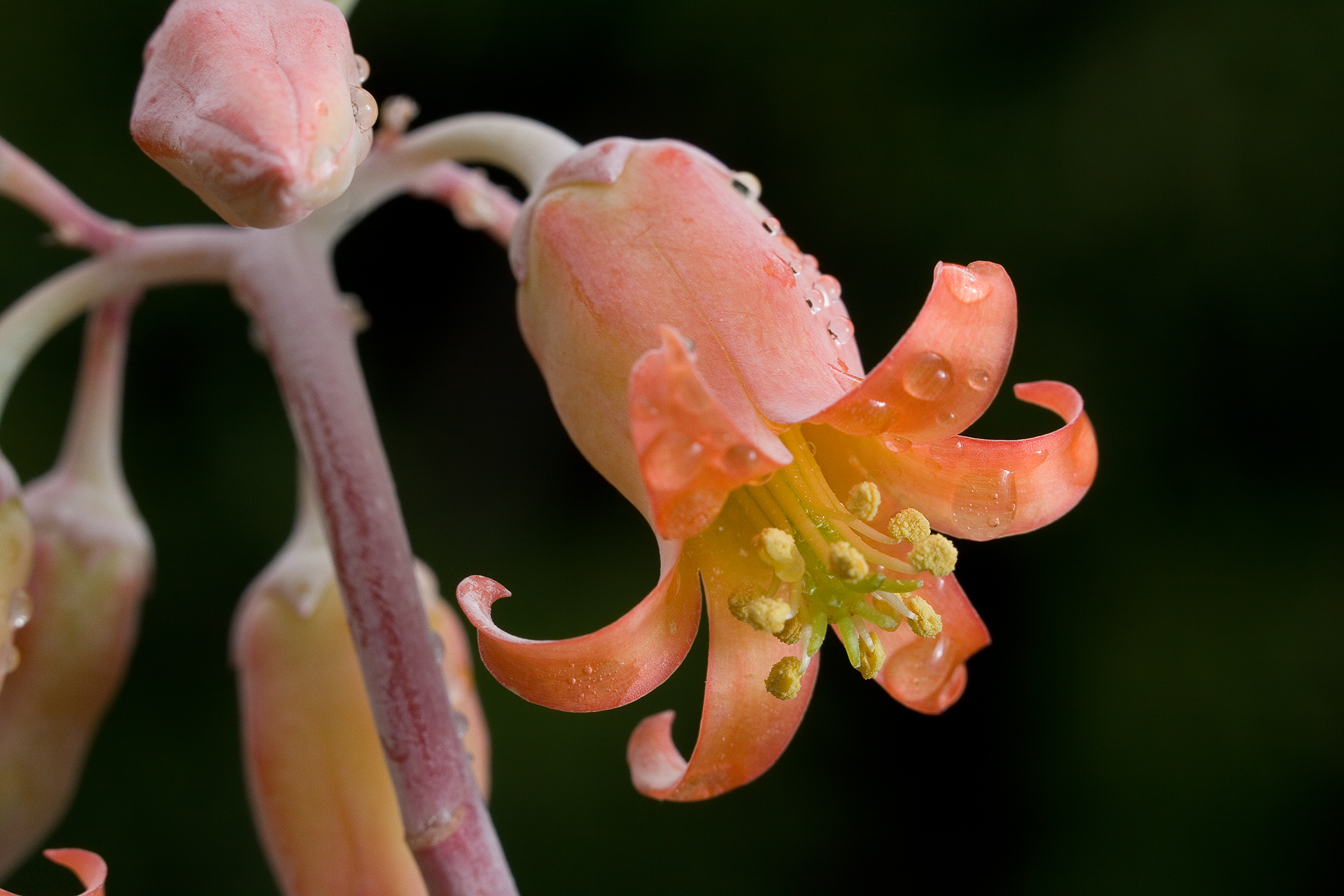
Fleur 6-mère
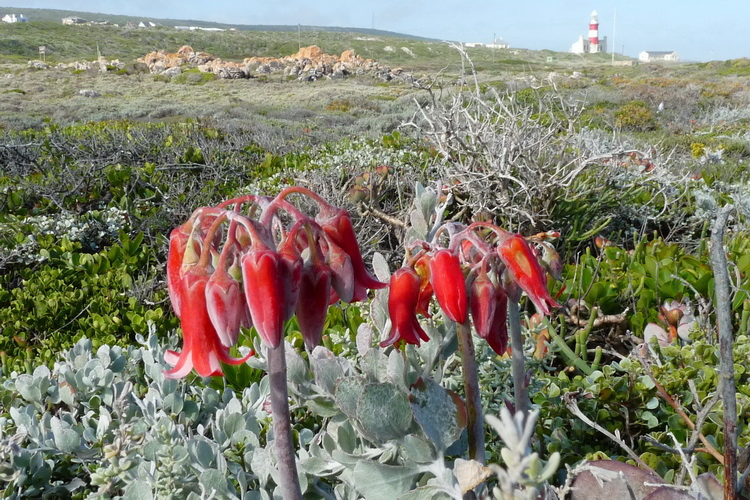
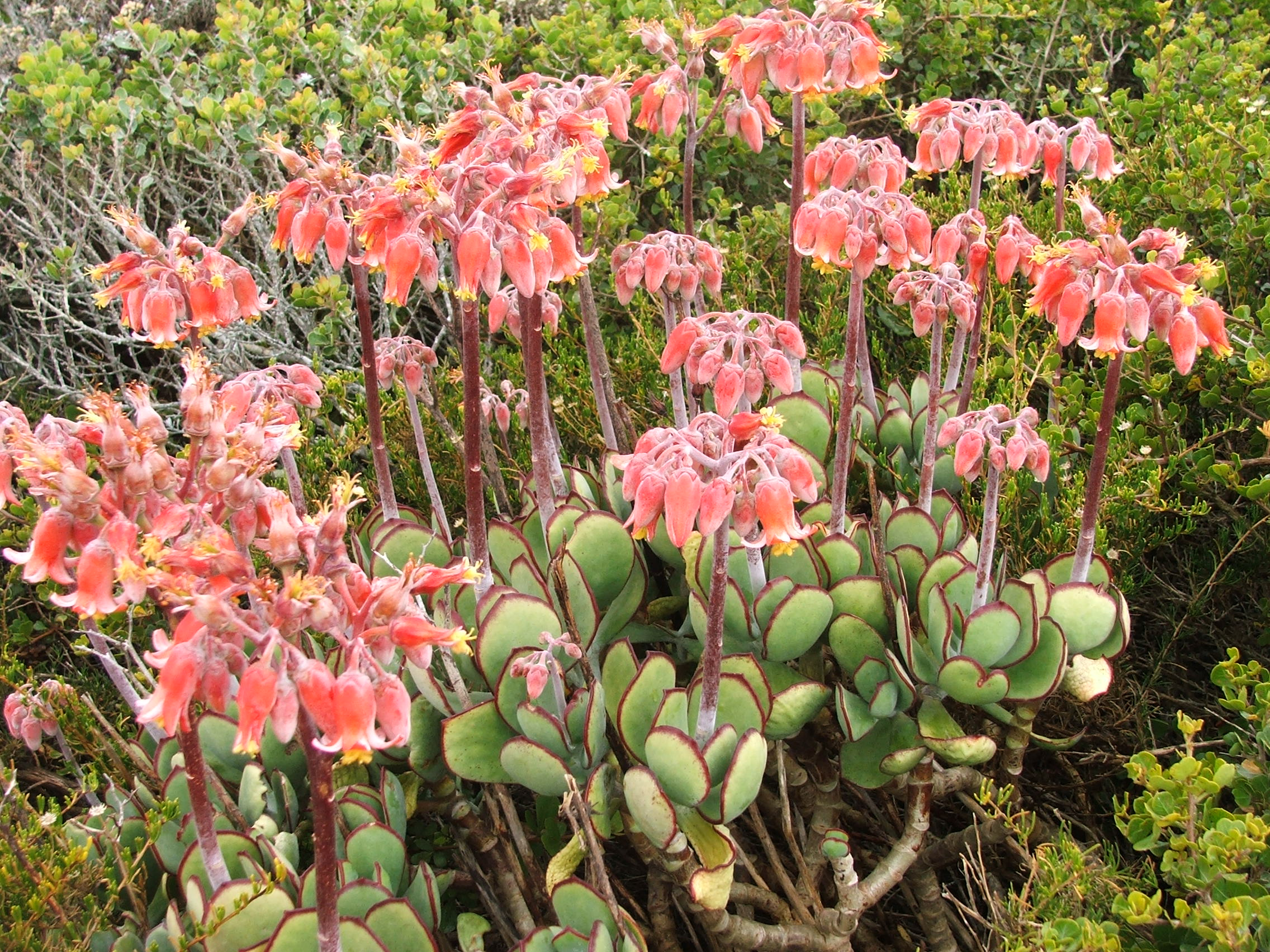
C. orbiculata (Cape point, Afr. du Sud)
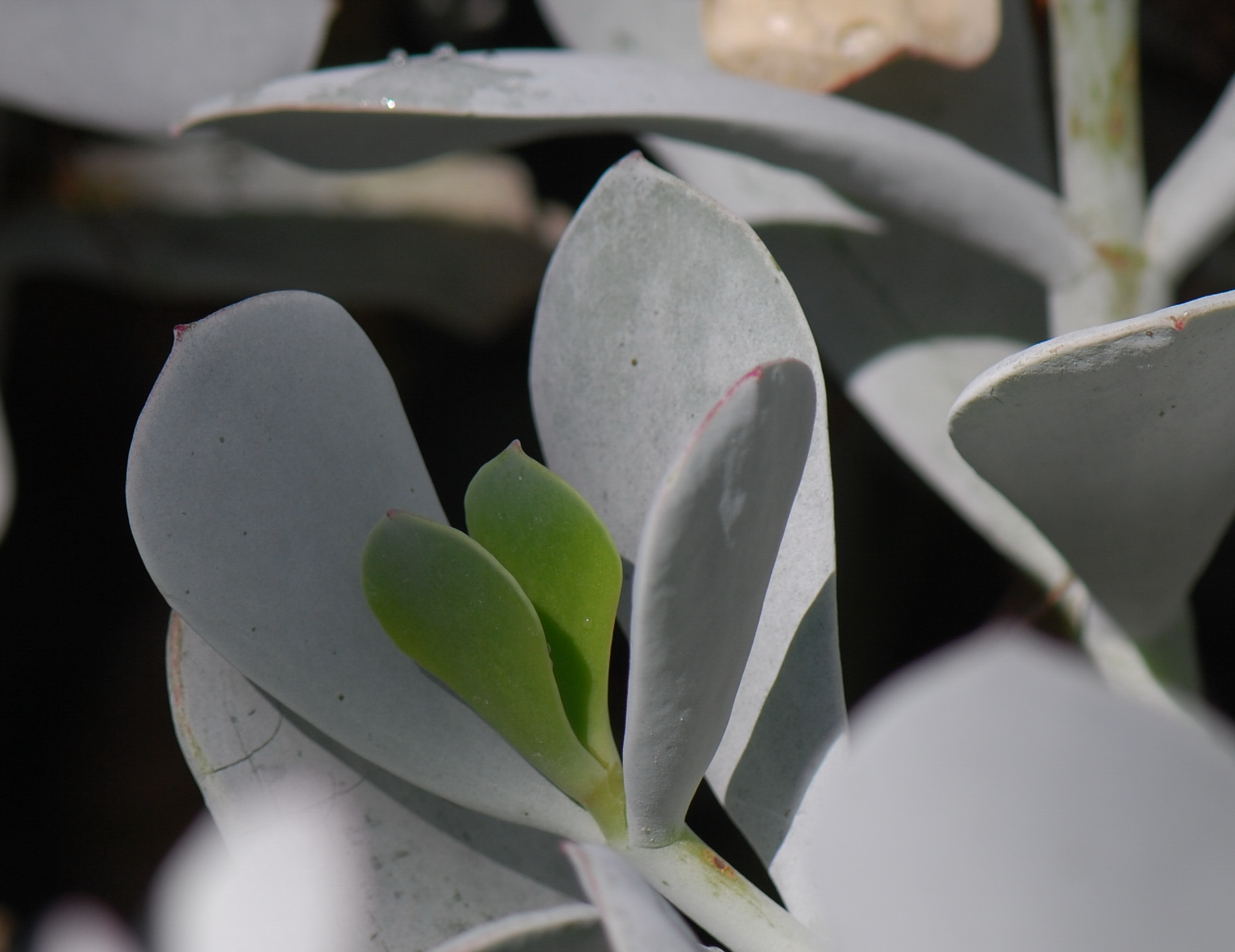
Feuilles
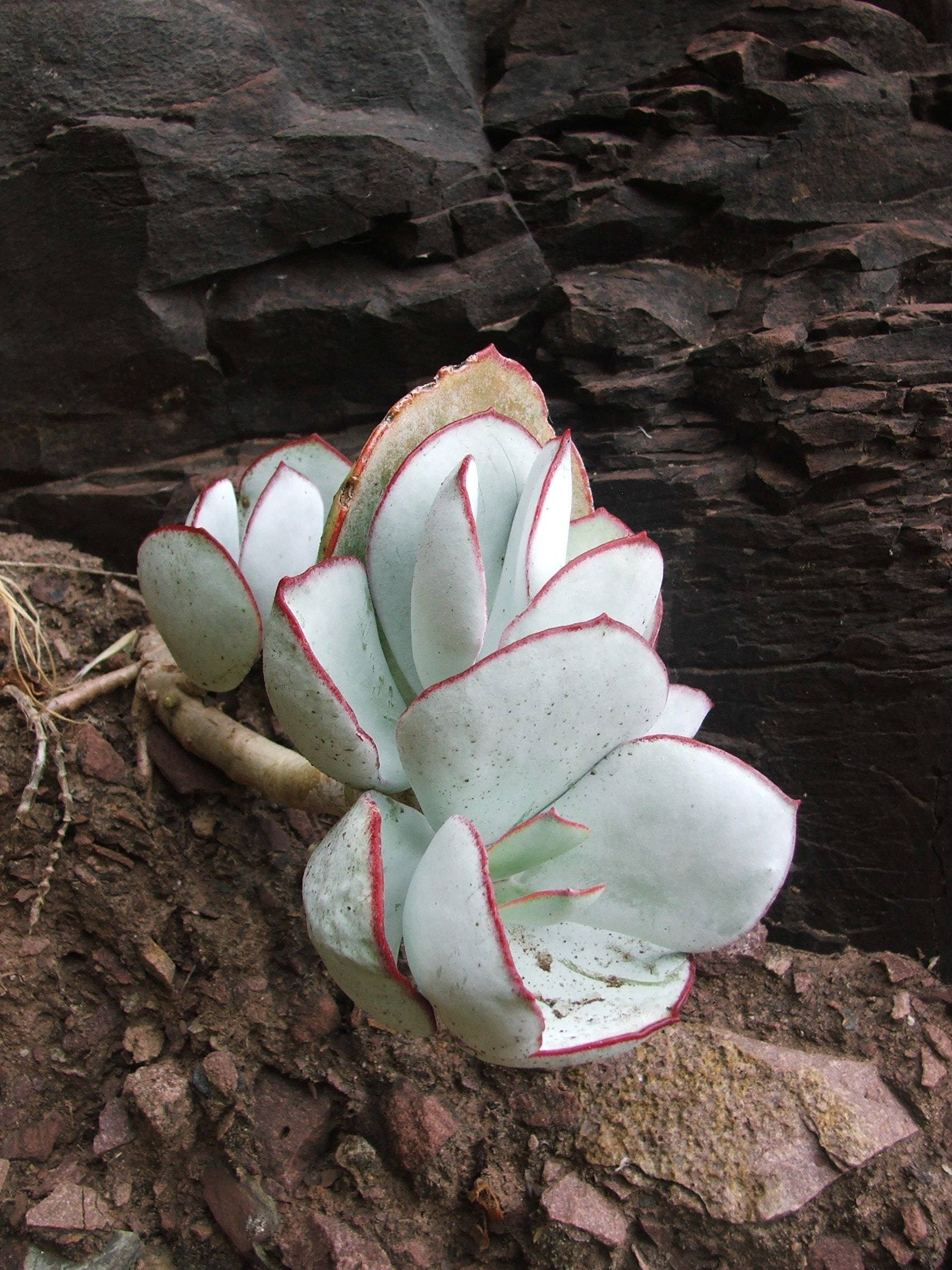
Plante juvénile

## Liste des variétés
Selon NCBI (5 janvier 2018) :
- variété Cotyledon orbiculata var. flanaganii
- variété Cotyledon orbiculata var. oblonga
- variété Cotyledon orbiculata var. orbiculata
- variété Cotyledon orbiculata var. spuria